# Sékouba Konaté
Brigadgeneral Sékouba Konaté, född den 6 juni 1964, är officerare i den guineanska armén. Han tjänstgjorde som vicepresident i Guineas militärjunta, Nationalrådet för demokrati och utveckling mellan december 2008 och december 2009 samt som president för Guinea mellan december 2009 och december 2010.
Efter att ha genomgått militärakademin fick han smeknamnet "El Tigre" för sitt agerande i krigssituationer; han fick sådan popularitet bland folket att han var favorit till att bli regeringschef. Istället blev han utsedd till vicepresident, men tog kontroll över landet när president Moussa Dadis Camara sköts i december 2009. 

## Uppväxt
Konaté föddes i Conakry 1964. Han utbildades på Académie Militaire Royale i den marockanska staden Meknes, där han tog examen 1990.

## Militär karriär
För sin militära skicklighet i strid fick Konaté smeknamnet "El Tigre". Han tränades som fallskärmsjägare, och stred i ett flertal strider för Guineas armé under 2000-2001. Beroende på hans rykte som soldat fick han stöd av många för att bli juntaledare, och han är fortfarande populär bland folket. I oktober 2021 blev han pensionerad från armén.

## Politisk karriär
När Guineas president, Lansana Conté, dog efter en lång sjukdomsperiod i december 2008 steg militärkaptenen Moussa Dadis Camara fram och deklarerade att Guinea nu var under militärjuntans styre, med honom som ledare. Konatés militärgrupp krävde då att Konaté skulle övervägas som juntans ledare. Camara och Kontaté drog då lott för att avgöra vem som skulle bli president. Lottdragning genomfördes genom att ordet "president" skrevs på ett papper som veks och stoppades i en tom majonnäsburk tillsammans med ett flertal tomma papper. Vid första försöket drog Camara det vinnande papperet, men Konatés män krävde då en omgång till och återigen drog Camara en lapp med ordet president. Konaté blev då vicepresident och försvarsminister.
Den 3 december 2009 sköts Camara i huvudet, men överlevde mordförsöket av hans militära assistent, Aboubacar Diakité. Medan Camara flögs till Marocko för behandling blev Konaté landets president 
Under Camaras behandling uttryckte USA:s regering en önskan om att Camara skulle hållas utanför Guinea och Konaté skulle fortsätta som ledare för militärjuntan, eftersom: "Camaras agerande var illa dolda försök att ta över makten... vi får inte samma känsla från Konaté", enligt USA:s vice utrikesminister William Fitzgerald. Camara tillbringade efter behandlingen sin konvalescens i Burkina Faso, men uttryckte senare en vilja att återvända till Guinea, utan några politiska ambitioner.
Som president fick Konaté beröm av bland andra Nicolas Sarkozy och den franska diplomaten Bernard Kouchner för sitt sätt att leda landet och sin vilja att lämna över makten till en folkvald president. Bland hans åtgärder som president kan nämnas minskad makt till armén, politiska samtal med personer från alla politiska grupper, utnämnandet av en premiärminister och en konsensusregering samt genomförandet av ett öppet presidentval.
Den 21 december 2010 överlämnade Konaté presidentposten till valde Alpha Condé. Samtidigt utnämndes Konaté till militärchef inom Afrikanska Unionen.